# Noël Roquevert
Noël Roquevert, född 18 december 1892 i Doué-la-Fontaine, Frankrike, död 6 november 1973 i Douarnenez, Frankrike, var en fransk skådespelare. Roquevert medverkade i över 180 filmer, samt en handfull TV-produktioner.

## Filmografi, urval
- 1942 – Mördaren utan ansikte
- 1942 – Flickan och pojkligan
- 1943 – Korpen
- 1947 – Två i Paris
- 1950 – Rättvisa har skipats
- 1952 – Den Gyllene Tulpanen
- 1955 – De djävulska
- 1955 – Någon måste dömas
- 1957 – En äkta parisiska
- 1959 – Luffarkavaljeren
- 1959 – Vill du dansa med mej?
- 1962 – Alla är vi vinterapor
- 1964 – 5 skäggiga agenter
- 1965 – Den fantastiske Angelique
- 1966 – Den stora restauranten
- 1969 – Den gubben gick inte